# Казахское рукоделие
Казахское рукоделие — традиционная народная отрасль декоративно-прикладного искусства. Казахское рукоделие не утратило целостности традиций, духовного значения и ценности культуры. На казахской земле издревле было развито рукоделие из драг, камня, кости, дерева, шерсти, ценного металла, кожи, глины, изготовление домашней утвари, оружия, инструментов, ювелирных изделий и др., украшенных узорами и рисунками.
Казахское рукоделие характеризуется различными  направлениями, широтой эстетичности форм, глубоким содержанием, богатством языка, сюжетностью, художественностью. Проводятся выставки декоратно-прикладного искусства и дизайна «Уш домбыра», «Дизайн — кеше, бүгін, ертец», «Зергер».
Мастера по дереву, изготавливая мебель, посуду, вырезали на них разнообразные узоры. Вручную изготавливалась одежда: мужская для охоты, похода, женская для парада, которая украшалась сереброй, золотой, металлическими слитками, дополнялась аппликациями из материи, вязанием.

## История казахской рукоделии
Произведением искусства являлся доспехи, найденные в захоронении Бегазы Карагандинской области (10—8 вв. до н.э.), известная Каргалииская золотая диадема и серьги (2 в. до н.э. и 2 в. н.э.) и др. ценности. Ювелирные изделия, утварь, переходящие из поколения в поколение, были найдены в гробницах Айша-Биби, Ахмета Яссауи, мавзолея Арыстан-Баб.
Сакский воин («Золотой человек»), найденный в Есикском кургане (5 в. до н.э.), был одет в доспехи, украшенные орнаментом и звериными изображениями. Казахское рукоделие вобрало в себя богатые традиции предшествующих эпох, выступив преемником культуры кочевников древности и средневековья. Традиции казахской рукоделии сохранялись веками, обновлялись новыми образцами соседних народов. Некоторые виды (декоративная обработка шкуры, кости, дерева, некоторых видов ткани) вышли из применения, так как развивалась торговля, процветали города. Изготовливались ковры, кошмы, предметы убранства юрты. Спрос на ручные изделия способствовал открытию Республиканского музея рукоделия. Особо отличились своими изделиями талантливые мастера казахской рукоделии Л.Ходжикова, 3.Ахметжанова, Г.Зауирбекова, К.Ыстыбаева, Н.Тайманова, М.Есильбаева и др. При вышивании полотенец, занавесок, штор, покрывал использовались традиционные орнаменты и сюжетные рисунки. Развивались виды традииционного узора и орнамента (Л.Ходжикова, Ж. Арыстанова, А. Басенова, М.Керейбаев,К.Кодаров.Р.Сарсенбиев, Г.Иляеви др.).

#### Ювелирные изделия
Широко развито изготовление ювелирных изделий (Алматинская, Акмолинская, Южно-Казахстанская области), ткачество, кошмоваляние. В 70-х гг. возрос уровень профессионалов подготовки казахской рукоделии. В 1973 открылось отделение рукоделия в Алматинском художественном училище, в 1978 — кафедра декоративного и прикладного искусства при Алматинском художественном-театральном интерьере.  При комбинате «Опер» открыт цех по изготовлению декоративных и ручных изделий.
В 70-х гг. многие ювелирные изделия почти копировались с древнего народного рукоделия; в 80-х гг. пришло молодое поколение мастеров ювелирного изделия. Труды мастера казахской рукоделии И.К. Брякина оригинальны по форме, точности в подборе цвета. Мастер создал ювелирные изделия с красным кораллом, украшенные различными узорами. Украшения Г.И. Жалмуканона отличаются изящной внешней обработкой, образностью узоров. Изделия Л.В. Шкляева, Т.Л. Савченко, Г.П. Иванова и др. изящностью, необычными формами. В произведении К.Бекдайырова, Т.Каратаева, Д.Сейдуалиева четко прослеживаются мотивы народных традиции узоров. Изделия из глины Н.Павленко и Ф. Письменна отличаются утонченностью и оригинальным композиционным решением. Для произведении В.Г. Попова, Ю.Г. Попова, Е.Мхитаряна, А.Ключинского характерны художественные технические приемы.

#### Гобелен
Ведущую роль выполняет гобелен, где сочетаются народные традиции и современные техники стили прикладного искусства. Гобелен или шпалера — один из видов декоративного искусства, стенной односторонний безворсовый ковёр с сюжетной или орнаментальной композицией, вытканный вручную перекрёстным переплетением нитей. В формирование гобелена внес вклад К.Тыныбеков. Его сюжетные гобелены («Шопан» 1969; «Мелодии степи» 1970; «Отбасы» 1972) отличаются сочетанием разных красок с большими четкими рисунками. Гобелены «Дала хикаясы» (1970), «Дерево жизни» (1976), «Ритмы Бай-коныра» (1977), «Лебединая песня» (1980) передают философическое содержание, идею, сложность мысли. Гобелен «Казахстан» (1978) (автор: Б.Заурбекова, Е.Николаева, И.Ярема) получил Государственную премию Казахстана (1980).
Скульптуры мастера К.Сабдыкеева ценны живописью и графикой, сочетанием орнамента и формы, содержанием и искусным «языком» («Дала қызы», «Әуен», «Аруана», 1987). Искусной обработкой дерева и кожи занимаются Н.Налибаев, Ж.Умбетов, Д.Шокпарулы, К.Малаев, Т.Нургожаев и др. Ими были созданы ммногочисленные изделия (посуда для кумыса, чаши, миски и горшки), которые отличались выдержанностью национального колорита. Кроме этого, Ж.Умбетов и Д.Шокпарулы изготовили качеств, по форме и звучанию музыкальные инструменты.